# Riu Cross
El riu Cross (el nom nadiu del qual és Oyono) és el riu principal del sud-est de Nigèria i dona nom a l'estat de Cross River. El riu s'origina al Camerun, país a on adopta el nom de riu Manyu. Tot i que no és un riu llarg segons els estàndards dels rius africans, la seva conca hidrogràfica gaudeix d'una alta pluviositat i és molt cabalós. En els seus últims 80 quilòmetres abans de la desembocadura flueix a través de selves tropicals pantanoses amb molts rierols que formen un delta a prop de la seva confluència amb el riu Calabar. El riu desemboca en un estuari de 24 km d'ample al Golf de Biafra, a l'oceà Atlàntic que comparteix amb el riu Calabar. La riba oriental de l'estuari és a Camerun. El riu té una llargada de 489 quilòmetres.
El seu major afluent és el riu Aloma, que prové de l'estat de Benue, amb qui tenen la confluència a l'estat de Cross River.
La població del baix riu Cross utilitza el transport fluvial i la ciutat de Calabar té el port més important del riu. El riu Cross és utilitzat per al transport per a l'exportació a través del port de Calabar de productes com l'oli de palma, coco, cautxú i fusta. El riu és travessat pel pont d'Itu a la carretera que uneix Calabar i Ikom.
El riu Cross forma una frontera entre dues ecorregions de Boscos tropicals i subtropicals de frondoses humits que es troben a l'oest del riu, entre els rius Cross i Níger i la selva costanera del Cross-Sanaga-Bioko, situada a l'est del riu, entre el riu Cros i el riu Sanaga del Camerun.

## Riu Manyu
El riu Cross, a Camerun, pren el nom de riu Manyu. Aquest neix a prop de Wabane, a la subdivisió d'Upper Banyang, al Departament de Manyu, a la Regió del Sud-Oest, al Camerun. El riu atravessa la frontera meridional de la Reserva Forestal de Mone River. També drena la Reserva Forestal de Takamanda i el Parc Nacional de Cross River a la veïna Nigèria. Aquestes zones són hàbitats importants el Goril·la del riu Cross, en perill d'extinció. A la frontera amb Nigèria, el riu es passa a dir Cross River.

## Exploradors europeus
Exploradors portuguesos van explorar la seva desembocadura al segle XV i a principis de la dècada del 1840, l'oficial britànic John Beecroft va arribar al seu tram superior.